# Перепелиця Марія Олексіївна

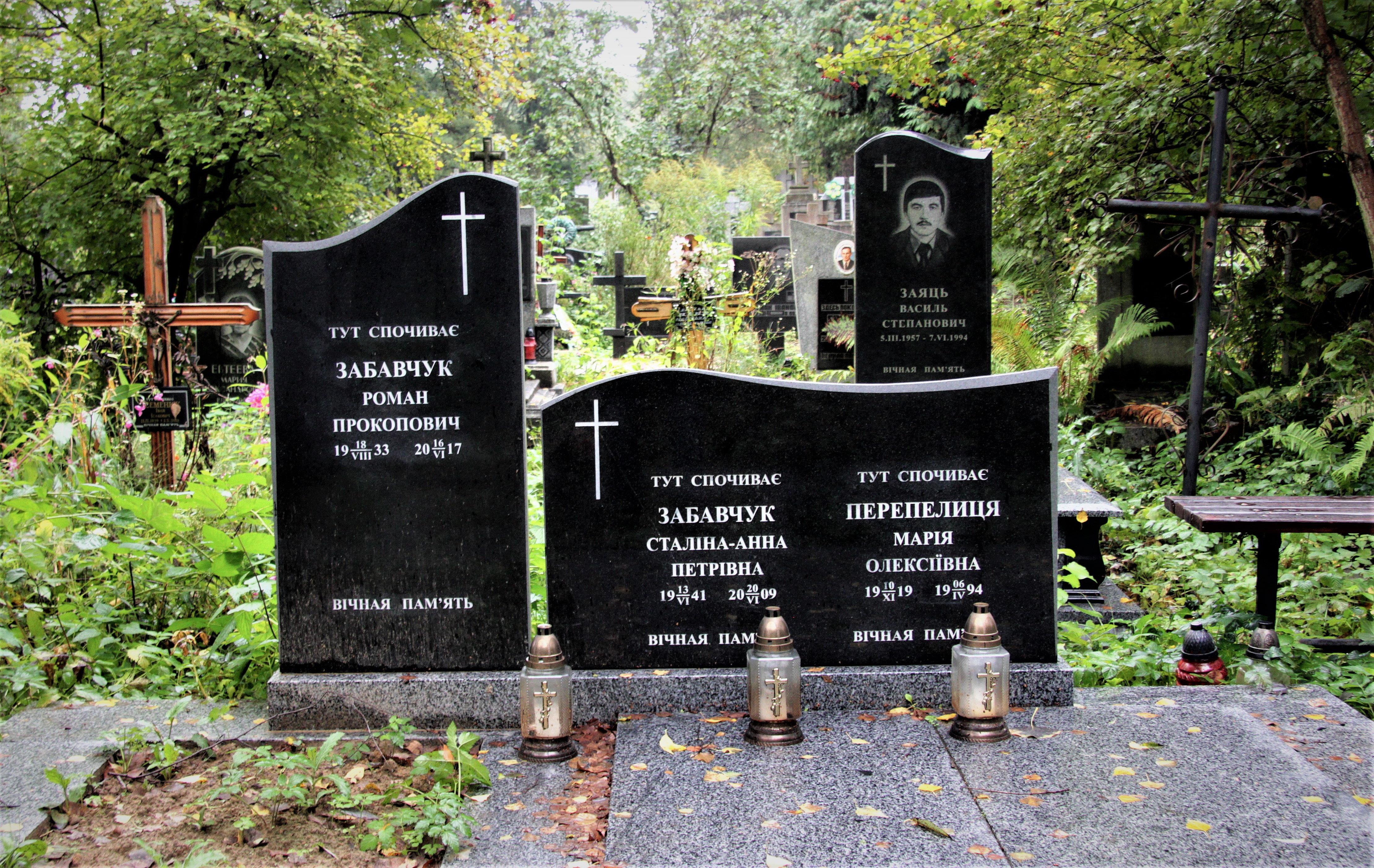

Марія Олексіївна Перепелиця (10 листопада 1919, село Хорошів, тепер Республіка Польща — 6 квітня 1994, місто Львів) — українська радянська діячка, селянка, завідувач бібліотеки міста Рави-Руської Львівської області. Депутат Верховної Ради СРСР 1-го скликання від Львівської області (з 1940 року).

## Біографія
Народилася в бідній селянській родині. Навчалася у сільській школі села Хорошева. У одинадцятирічному віці втратила матір. З юних років наймитувала, працювала у сільському господарстві.
З вересня 1939 року, після приєднання Західної України до СРСР була агітатором та організатором селянських мас, обиралася членом селянського комітету села Хорошева. 22 жовтня 1939 року її обрали депутатом Народних зборів Західної України.
У 1940 році вступила до комсомолу.
З 1940 по 1941 рік — завідувач бібліотеки міста Рави-Руської Львівської області.
У 1941—1944 роках перебувала в евакуації. У 1944 році повернулася до Рави-Руської, працювала у виконавчому комітеті Рава-Руської районної ради депутатів трудящих Львівської області.
Померла 6 квітня 1994 року в місті Львові, похована на  Голосківському цвинтарі.